# Мефодий (Петровцы)
Епи́скоп Мефо́дий (укр. Єпископ Мефодій; в миру Дмитрий Иванович Петровцы или Петровций, укр. Дмитро Іванович Петровцій; 30 октября 1941, село Приборжавское — 13 сентября 2013, село Малая Уголька, Тячевский район, Закарпатская область) — епископ Русской православной церкви, бывший епископ Хустский и Виноградовский. Старший брат епископа Марка (Петровцы).

## Биография
Родился 30 октября 1941 года в селе Приборжавском в Закарпатье, в семье рабочих.
В 1957 году стал послушником в Троицкой пустыни близ города Хуст Закарпатской области, в 1959 году — в Почаевской лавре, в 1961—1964 году служил в рядах Советской армии, трудился в Виленском Свято-Духовом монастыре.
В 1965 году поступил в Московскую духовную семинарию, в 1969 году — в Московскую духовную академию, которую окончил в 1973 году со степенью кандидата богословия за сочинение «Царство Божие и православное пастырство».
В 1969 году в марте был пострижен в монашество с именем в честь равноапостольного Мефодия, 27 апреля — рукоположён в сан иеродиакона, а 14 декабря — иеромонаха.
Будучи определён в 1973 году в Свято-Духов монастырь города Вильнюс, нёс послушание регента-уставщика братского хора, затем — благочинного обители. 21 декабря 1981 года был назначен духовником братии монастыря и Марие-Магдалининской женской обители при нём.
В 1979 году был возведён в сан игумена, а в 1982 году — архимандрита.
30 марта 1990 года был освобождён от послушаний в Свято-Духовом монастыре, а 5 апреля — назначен духовником Серафимовского монастыря в селе Приборжавском Иршавского района Закарпатской области.
29 июля 1994 года решением Священного синода Украинской православной церкви была образована Хустская епархия и архимандрит Мефодий был избран её первым епископом.
30 июля 1994 года в Никольском храме Киевского Покровского женского монастыря был хиротонисан во епископа Хустского и Виноградовского.
22 ноября 1998 года по состоянию здоровья почислен на покой. По некоторым данным, на самом деле он был вынужден уйти на покой после скандала с финансовыми злоупотреблениями в епархии и из-за обнародования в местных СМИ факта его сожительства с женщиной. Проживал на покое в Иоанно-Богословском монастыре в селе Крещатик Черновицкой области. Последнее время жил в селе Малая Уголька.
Скончался 13 сентября 2013 года в селе Малая Уголька. Похоронен 14 сентября 2013 года в Малой Угольке возле могилы преподобного Иова Угольского. Похороны возглавили архиепископ Хустский и Виноградовский Марк (родной брат), архиепископ Мукачевский и Ужгородский Феодор и епископ Бердянский и Приморский Ефрем (Яринко).

## Сочинения
- «Царство Божие и православное пастырство» (кандидатская диссертация), 1974
- Блаженны слышащие и исполняющие слово Божие // Журнал Московской патриархии. М., 1974. — № 10. — С. 38-39.